# Дулепово (городской округ Шаховская)
Дулепово — деревня в городском округе Шаховская Московской области России.

## Население
| 1852 | 1859 | 1926  | 2002 | 2006 | 2010 |
| ---- | ---- | ----- | ---- | ---- | ---- |
| 542  | ↗628 | ↗1142 | ↘89  | ↘69  | ↗197 |

По данным Всероссийской переписи 2010 года численность постоянного населения составила 197 человек (104 мужчины, 93 женщины).

## География
Расположена примерно в 20 км к северу от районного центра — посёлка городского типа Шаховская, на левом берегу реки Руссы, впадающей в Лобь. В деревне одна улица — Васильковая. Соседние населённые пункты — деревни Воскресенское, Орешки, Старое Несытово, Фроловское, а также Марково городского поселения Лотошино Лотошинского района. В деревню иногда заезжает автобус №33 от райцентра.

## Исторические сведения
Впервые упоминается в жалованной грамоте 1622 года царя Михаила Федоровича Иосифову монастырю как Курвино.
В 1769 году Дулепова — деревня Издетелемского стана Волоколамского уезда Московской губернии, находившаяся во владении Елизаветы Петровны Глебовой-Стрешневой. В деревне было 37 дворов.
В середине XIX века деревня Дулепово относилась ко 2-му стану Волоколамского уезда и принадлежала Глебовой-Стрешневой. В деревне было 60 дворов, крестьян 216 душ мужского пола и 326 душ женского.
В «Списке населённых мест» 1862 года — владельческая деревня 2-го стана Волоколамского уезда Московской губернии по правую сторону Зубцовского тракта (из села Ярополча), в 43 верстах от уездного города, при речке Каменке, с 66 дворами и 628 жителями (310 мужчин, 318 женщин).
В 1886 году — 40 (?) дворов, 752 жителя, лавка.
По данным на 1890 год входила в состав Марковской волости, в деревне находилось земское училище, число душ мужского пола составляло 311 человека.
В 1913 году — 146 дворов, земское училище, 2 чайных и 2 мелочных лавки, а также 4 лавки кожевенных товаров.
Постановлением президиума Моссовета от 24 марта 1924 года Марковская волость была упразднена, а её территория включена в состав Раменской волости.
По материалам Всесоюзной переписи населения 1926 года в деревне проживало 1142 человека (541 мужчина, 601 женщина), насчитывалось 208 крестьянских хозяйств, имелась школа, располагался Дулеповский сельсовет.
С 1929 года — населённый пункт в составе Шаховского района Московской области.
Деревня Дулепово была освобождена от фашистских оккупантов 19 января 1942 года. В 1954 году погибшие при освобождении этой и соседних деревень Марково и Орешки 82 солдата и офицера Красной армии были захоронены в братской могиле в центре Дулепова, рядом с сельским клубом. В 1984 году на братской могиле был установлен памятник и мемориальная плита, на которой указаны 17 известных имён воинов.
1994—2006 гг. — деревня Ивашковского сельского округа.
2006—2015 гг. — деревня сельского поселения Раменское.
2015 — н. в. — деревня городского округа Шаховская.